# SSNIP-test
El SSNIP-test (de sus siglas en inglés "Small but Significant Non-Transitory Increase in Price") es un test econométrico que se utiliza en Economía Industrial y en el Derecho de la Competencia para la definición del Mercado Relevante ("Relevant Market").

## Origen
El SSNIP-test se utiliza oficialmente desde el 1982 en Estados Unidos tras la publicación de las "Merger Guidelines". En la Unión Europea se utilizó por primera vez en el caso Nestlé/Perrier en 1992 y fue oficialmente reconocido por la Comisión Europea en la "Comission's Notice for the Definition of the Relevant Market" de 1997.

## Utilización
El SSNIP-test se ha convertido en un instrumento indispensable en la definición del mercado relevante en los casos de competencia tanto europeos como de cualquier otra jurisdicción internacional. 
El mercado relevante son el conjunto de bienes o servicios que son considerados sustitutos (la "Comission Notice" habla de intercambiables) por el consumidor. Desde el punto de vista económico estos bienes o servicios suponen un mercado "que valdría la pena monopolizar" (en inglés "a market worth monopolising") puesto que si una empresa controlara todo el mercado relevante podría incrementar el precio de este producto o productos sin por ello provocar la sustitución de consumidores hacia otros productos (puesto que al controlar hipotéticamente el mercado relevante no existirían productos sustitutos de este). 
Si dos productos o servicios son considerados sustitutos por el consumidor esto implica que los productores de los dos bienes o servicios son empresas competidoras y por lo tanto se encuentran o compiten por un mismo mercado. Así pues, esto tendría distintas consecuencias en el análisis económico de una fusíon, un abuso de una posición dominante o cualquier otro caso de competencia.

## El test
El test consiste en observar si un pequeño incremento en el precio de un producto (en torno al 5%-10%) que fuera no transitorio (se ejerciera durante al menos uno o dos años) provocaría el que una parte de los consumidores de dicho producto dejaran de comprarlo o empezaran a comprar otro producto. Es decir, se intenta observar si dicho incremento en el precio sería beneficioso para la empresa o, en cambio, induciría una reducción de sus beneficios.
Generalmente se utilizan bases de datos de las propias empresas que deberán incluir datos sobre las variables (costes, precios y ventas) y sobre un periodo suficientemente largo (alrededor de 2 años como mínimo).
En términos económicos, lo que se intenta calcular es la "elasticidad de la demanda residual" de la empresa. Es decir, cómo afecta el cambio en el precio del producto de la empresa a la demanda de dicho producto.

### Primera fase
Por ejemplo, supongamos que la situación actual de una empresa es la siguiente:
- Precio = 10
- Ventas = 1000
- Coste variable = 5

En este caso la empresa realizaría un beneficio de 5000: (Precio x Ventas)- (Coste Variable x Ventas).
Ahora supongamos que la empresa decide incrementar el precio de su producto un 10%, esto implicaría subir el precio de 10 a 11 (incremento del 10%). Supongamos que en este caso la empresa se enfrentara a la siguiente situación:
- Precio = 11
- Ventas = 800
- Coste Variable = 5

Es decir, dicho incremento en el precio provoca una cierta sustitución por parte de los consumidores (debido a que el producto ha incrementado de precio ciertos consumidores, 200 en este caso, prefieren dejar de comprarlo o comprar otro producto de otra empresa que consideran similar o sustituto).
Como saber si dicho incremento ha sido beneficioso para la empresa? Pues se realiza la siguiente prueba:
```
                       Beneficio = (Precio x Ventas) - (Coste Variable x Ventas) = 4800.
```

Como podemos observar, el incremento en el precio produce una sustitución de consumidores demasiado elevada (no compensada por la disminución de los costes) que provoca que dicho incremento en el precio genere unos beneficios inferiores (4800) a los anteriores (5000). 
Lo que nos indica el test es que la elasticidad-precio de la demanda de este producto en particular (demanda residual) es demasiado elevada (la demanda es "elástica" y no "inelástica") y por lo tanto un incremento en el precio no sería beneficioso para el productor.
Puesto que el incremento en el precio no sería beneficioso para la empresa, esto indica que dicho producto no es en sí mismo un mercado relevante, puesto que un aumento en su precio genera la sustitución de consumidores hacia otros productos que por lo tanto son sustitutos del primero. Es decir, no vale la pena monopolizar el mercado de este producto puesto que dicho monopolista no podría incrementar el precio del producto de manera beneficiosa (debido a la sustitución hacia otros productos sustitutos). En este caso, estos otros productos sustitutos deberían ser considerados parte integrante del mercado relevante en la segunda fase.

### Segunda fase
Sabemos ya que el producto anterior no es por sí solo un mercado relevante debido a la existencia de otros productos sustitutos. Supongamos que dicha empresa (A) nos indica que considera como competidores de su producto los productos B y C. Así pues, en una segunda fase se deberían incluir el resto de productos que consideramos sustitutos de A para repetir el ejercicio. 
Por ejemplo, supongamos que creemos que existen los productos sustitutos: A, B y C. La situación es la siguiente:
- Precio A = 10 * Ventas A = 1000 * Coste Variable A = 5
- Precio B = 13 * Ventas B = 800 * Coste Variable B y C = 4
- Precio C = 9 * Ventas C = 1100

Puesto que queremos saber si los productos A, B y C configuran un mercado relevante, el ejercicio consistiría en suponer que existiera un hipotético monopolista X de los productos A, B y C. Este monopolista controlaría los tres productos con un beneficio de:
(10 x 1000)-(5 x 1000)+(13 x 800)-(4 x 800)+(9 x 1100)-(4 x 1100) = 17700
Ahora supongamos que el monopolista X decide incrementar el precio de A, manteniendo el precio de B y C constante. Supongamos que un incremento del 10% en el precio de A genera la siguiente sustitución:
- Precio A = 11 (incremento del 10%); Precio B = 13; Precio C = 9;
- Ventas A = 800; Ventas B = 900; Ventas C = 1200;
- Coste Variable A = 5; Coste Variable B y C = 4.

Es decir, dicho incremento en el precio de A provocará que 200 consumidores de A dejen de comprar dicho producto y en cambio compren el producto B (100 nuevos consumidores) y C (otros 100). Ahora bien, puesto que nuestro hipotético monopolista X controla todos los productos, sus beneficios serían de: 
(11 x 800)-(5 x 800)+(13 x 900)-(4 x 900)+(9 x 1200)-(4 x 1200) = 18900 
Por lo tanto, un hipotético monopolista X que controlara los productos A, B y C encontraría beneficioso incrementar su precio (en este caso el precio de A) de un 10%, por lo tanto este es un mercado que valdría la pena monopolizar y es en si un mercado relevante. Este resultado se debe al hecho que debido a que X controla los productos A, B y C que son los únicos sustitutos de A, sabe que aun incrementando el precio de uno de sus productos (A) los consumidores empezarán a comprar B o C que también son controlados por X y por lo tanto sus beneficios no se reducirán sino que se incrementarán.
Por lo tanto, los productos A, B y C sí que configuran un mercado relevante que valdría la pena monopolizar. En el caso de que dicho incremento no hubiera sido beneficioso, se debería de repetir incluyendo otros productos sustitutos (por ejemplo D) hasta llegar a un incremento que sí fuera beneficioso y por lo tanto consistiera en una serie de productos que por sí solos configuraran un mercado relevante.